# Schaerbeek/Schaarbeek
Schaerbeek ([skaʁˈbɛk] (französisch)) oder Schaarbeek ([ˈsxaːrbeːk] (niederländisch)) ist eine von 19 Gemeinden der zweisprachigen Region Brüssel-Hauptstadt in Belgien.
Schaerbeek/Schaarbeek hat 130.405 Einwohner (Stand 1. Januar 2024) auf nur acht Quadratkilometern Fläche. Sie ist mit einer rasch wachsenden Bevölkerungszahl nach der Stadt Brüssel selbst die zweitgrößte Gemeinde der Region Brüssel-Hauptstadt. Die Gemeinde liegt nördlich der Brüsseler Innenstadt und grenzt, außer an die Stadt Brüssel, an die Gemeinden Saint-Josse-ten-Noode/Sint-Joost-ten-Node, Evere, Woluwe-Saint-Lambert/Sint-Lambrechts-Woluwe, Woluwe-Saint-Pierre/Sint-Pieters-Woluwe und Etterbeek.
Der Ort wurde erstmals im Jahr 1120 urkundlich erwähnt. Die Gemeinde ist heute bekannt für ihr kosmopolitisches, multikulturelles Flair sowie für ihre Jugendstilvillen und umfangreichen Grünflächen, wie den Josaphat-Park. Zu den bekanntesten in der Stadt geborenen Persönlichkeiten zählen der berühmte belgische Sänger Jacques Brel und die Comicautoren Peyo („Die Schlümpfe“), Jean Roba, Schöpfer von Boule und Bill, sowie François Schuiten („Die geheimnisvollen Städte“).

## Geschichte

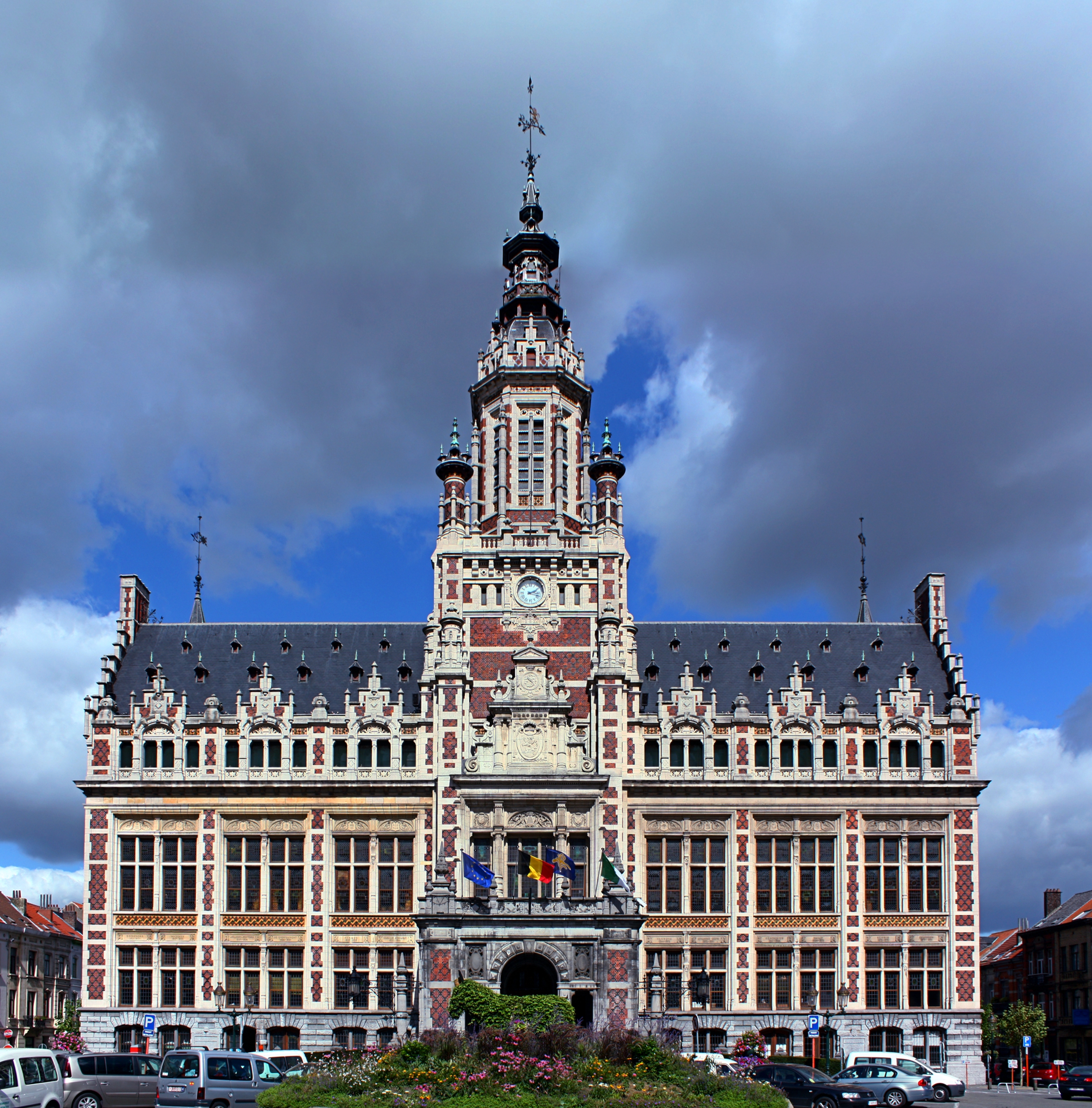
Rathaus von Schaerbeek erbaut 1887

Schaerbeek wurde einst bekannt durch den Anbau von Sauerkirschen. Noch heute verwenden die belgischen Brauer eine alte Schaerbeeker Kirschenart zur Herstellung von Kriek-Bier. Die Kirschen werden jedoch nicht mehr im Stadtgebiet angebaut. Auf die vergangene Tradition des Kirschanbaus weisen unter anderem die Namen einiger Straßen oder Gebäude (Avenue des Cerisiers/Kerselarenlaan, Kulturzentrum De Kriekelaar) oder die Präsenz von japanischen Kirschbäumen in Alleen hin. Bis zum Beginn des 19. Jahrhunderts blieb Schaerbeek ein kleines Landstädtchen, dessen Bevölkerung von 600 Einwohnern im Jahr 1526 auf 1131 im Jahr 1800 anstieg. Ab 1819 begann mit der Zerstörung der alten Festungsmauern am heutigen Botanischen Garten und der Verlängerung der Rue Royale/Koningsstraat bis zur Place de la Reine/Koninginneplein die Urbanisierung von Schaerbeek. Eine weitere Etappe bildete der Bau der ersten Eisenbahnlinie 1835, die Errichtung des Brüsseler Nordbahnhofs an der Place Rogier/Rogierplein 1836–1841 und der Ausbau der Fernstraße nach Antwerpen. Hiervon profitierte vor allem der Stadtkern (Bas-Schaerbeek/Laag-Schaarbeek), der aufgrund von günstigen Immobilienpreisen und einem guten Angebot an Dienstleistungen und öffentlichem Nahverkehr mehr und mehr Menschen anzog, so dass die Einwohnerzahl des Ortes 1850 8630 Personen erreichte. 1887 wurde an der Place Colignon/Colignonplein das heutige Rathaus errichtet und 1900 war die Einwohnerzahl auf 64.000 angestiegen. Gleichzeitig erreichte auch die Industrialisierung den Ort.
Zu Beginn des 20. Jahrhunderts wurden mit der Avenue Louis Bertrand/Louis Bertrandlaan und der späteren Avenue Paul Deschanel/Paul Deschanellaan zwei neue bürgerliche Alleen geschaffen. Dadurch zeigte sich erstmals die soziale Spaltung in das Haut-Schaerbeek/Hoog-Schaarbeek und Bas-Schaerbeek/Laag-Schaarbeek. Letzteres war in den 1980er Jahren verarmt und heruntergekommen und hier siedelten sich viele Einwanderer an. Der damalige Bürgermeister Roger Nols war für seine fremdenfeindliche Einstellungen, Aussagen und Maßnahmen bekannt. Erst nach seinem Rücktritt 1989 rückten Schaerbeeker mit Migrationshintergrund in öffentliche Ämter auf. In den letzten Jahren setzte eine Gentrifizierung des alten Stadtzentrums ein.
Bei einem Messerangriff am 5. Oktober 2016 wurden in Schaerbeek zwei Polizisten während einer Routineüberprüfung durch einen islamistischen Täter schwer verletzt.

## Gemeinde
Die Hauptachse von Schaarbeek ist die vom Brüsseler Stadtschloss schnurgerade nach Norden verlaufende Achse Rue Royale/Koningstraat – Rue Royale Sainte Marie/Koninklijke Sint-Mariastraat – Rue Maréchal Foch Straat – Rue Princesse Elisabeth/Prinses Elisabethstraat. Ihr Endpunkt ist der Bahnhof von Schaerbeek/Schaarbeek; Rathaus und Marienkirche stehen auf Schmuckplätzen in der Mitte der Straße. Die Gemeinde weist überwiegend dichte, gründerzeitliche Blockbebauung auf. Das früher industriell geprägte Niederschaarbeek an der Grenze mit Saint-Josse/Sint Joost hat viele türkische und marokkanische Einwanderer, Arbeitsmigranten der 1960er-Jahre und ihre Nachkommen. Hochschaarbeek, insbesondere um die Avenue Plasky/Plaskylaan herum hat eine eher wohlhabende, bürgerliche Bevölkerung, darunter viele Beschäftigte aus dem Umfeld der Europäischen Institutionen. Das Viertel Terdelt (Place Terdelt/Terdeltplein) ist eine Gartenstadt. Die wohlhabendsten Viertel sind das Quartier aux Fleurs/Bloemenwijk sowie die Straßenzüge um das Brusiliahochhaus und die Avenue Louis Bertrand/Louis Bertrandlaan.

## Sehenswürdigkeiten

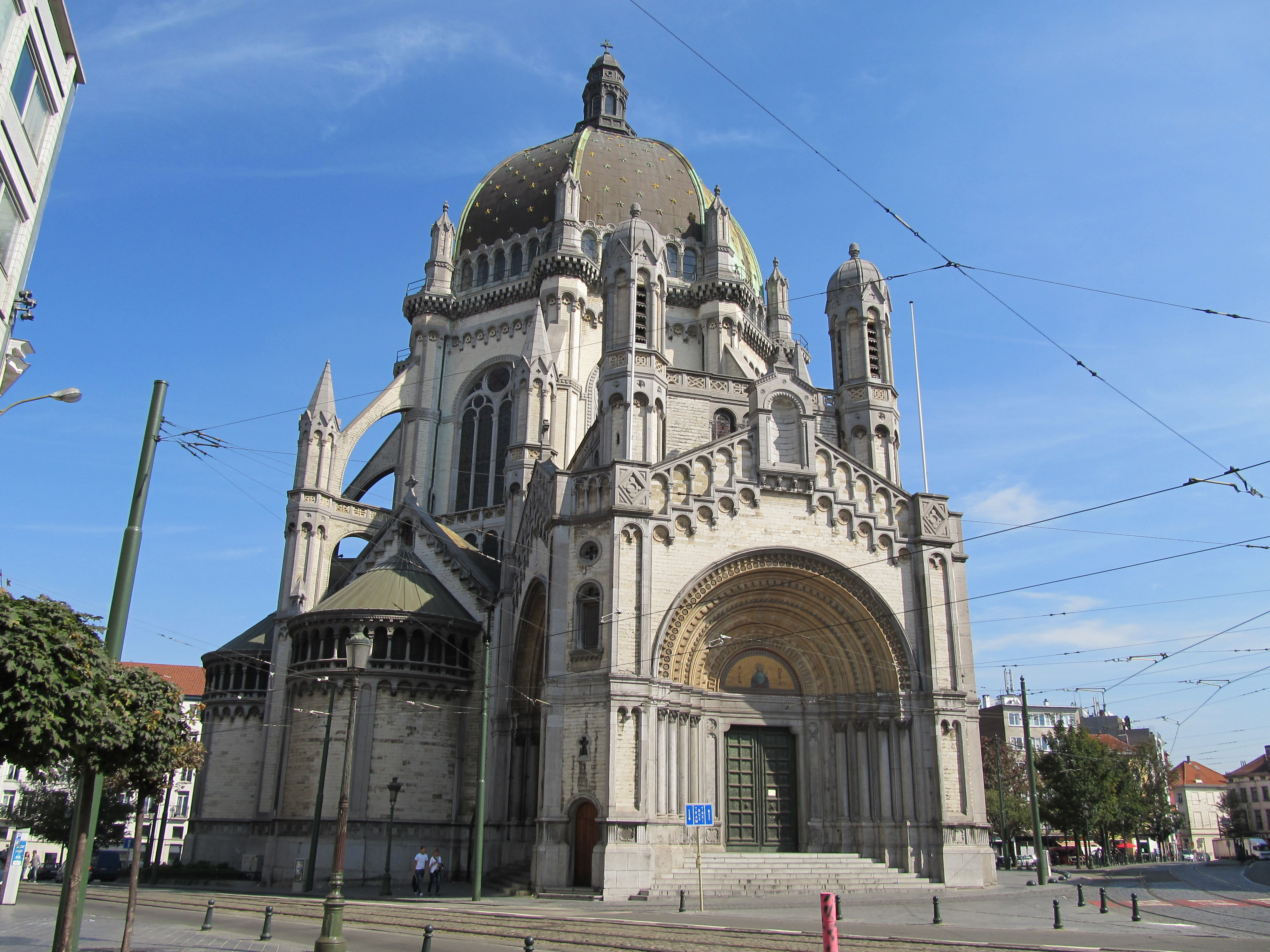
Marienkirche

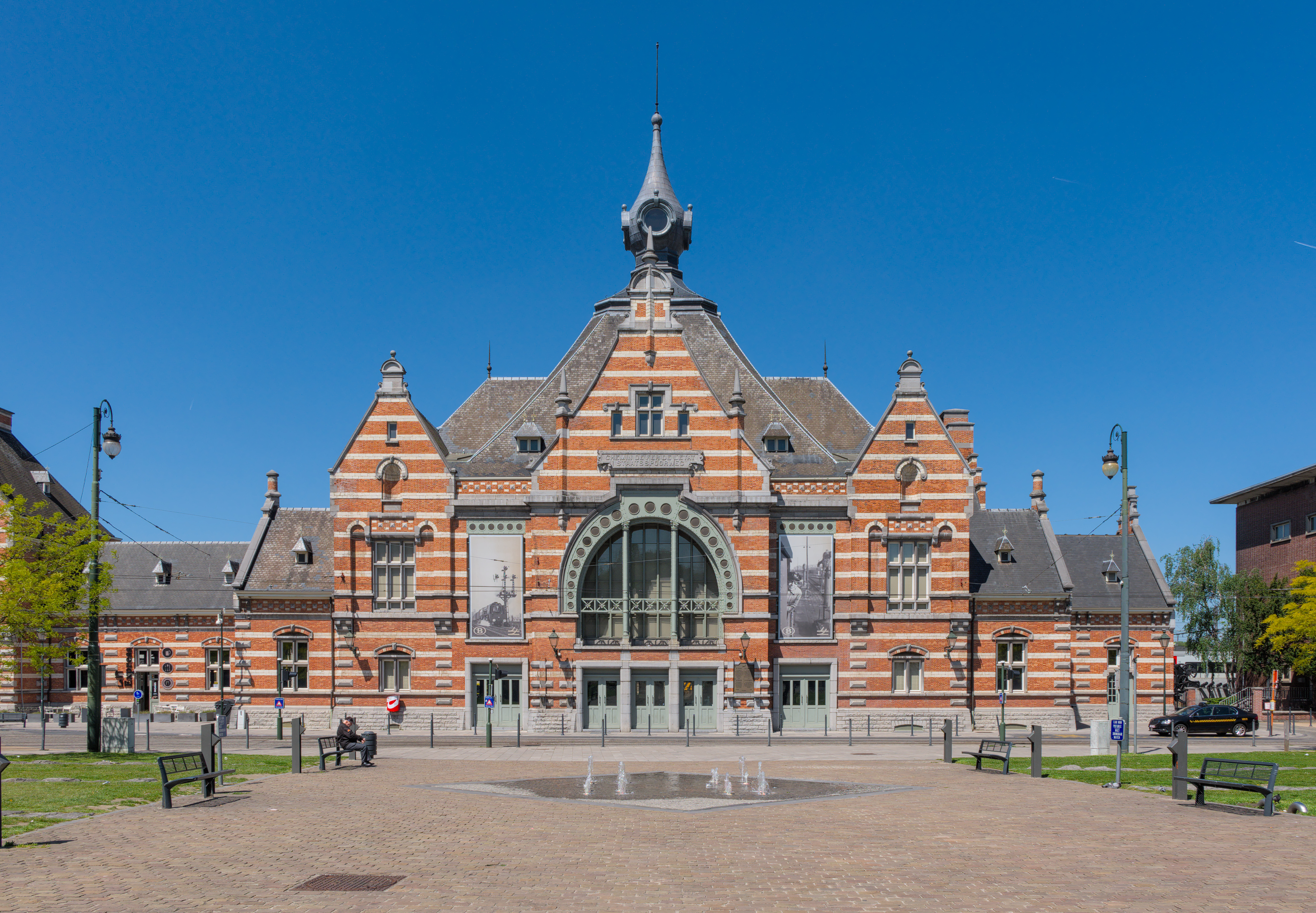
Bahnhof von Schaerbeek

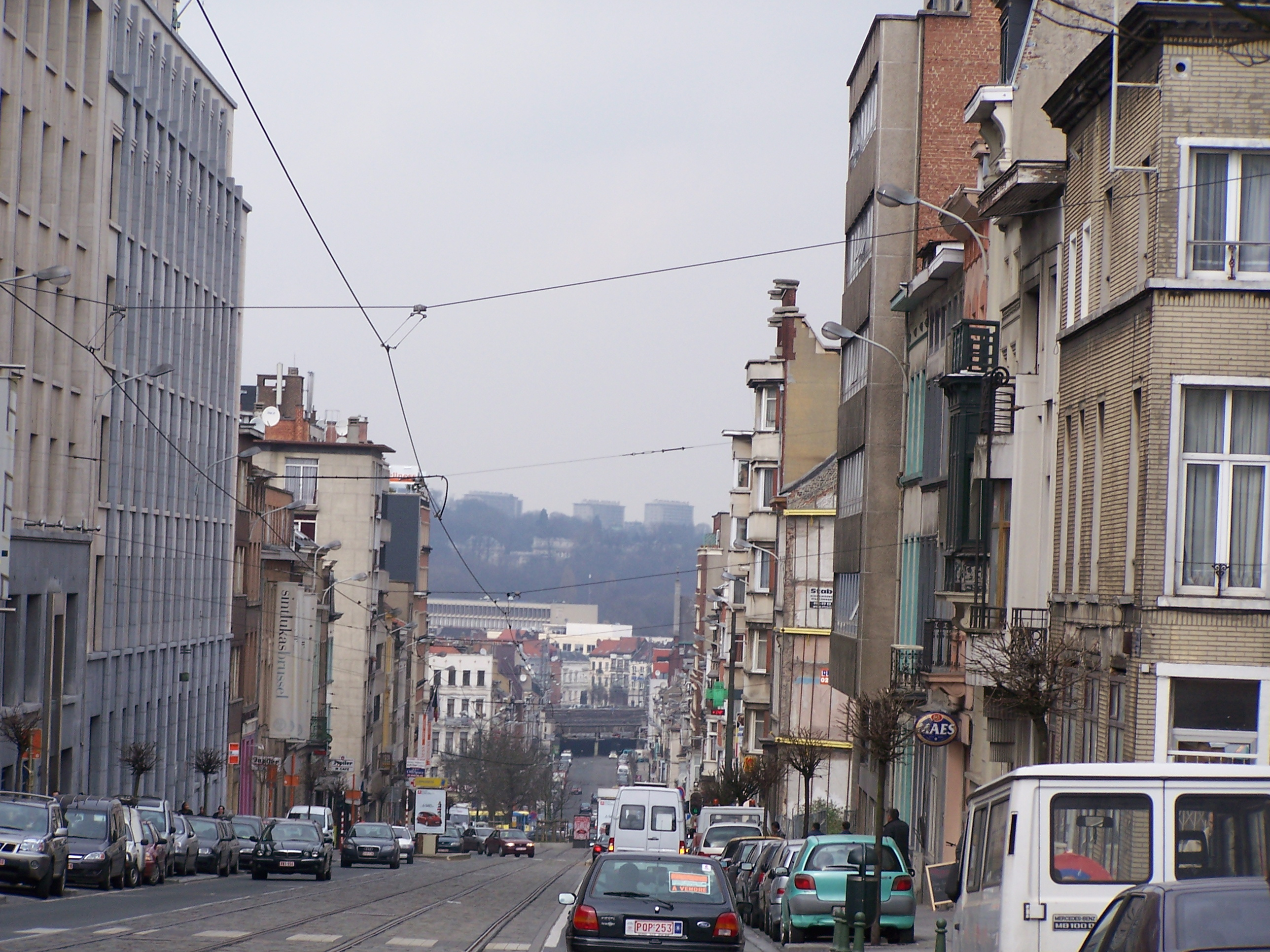
Straßenansicht Schaerbeek

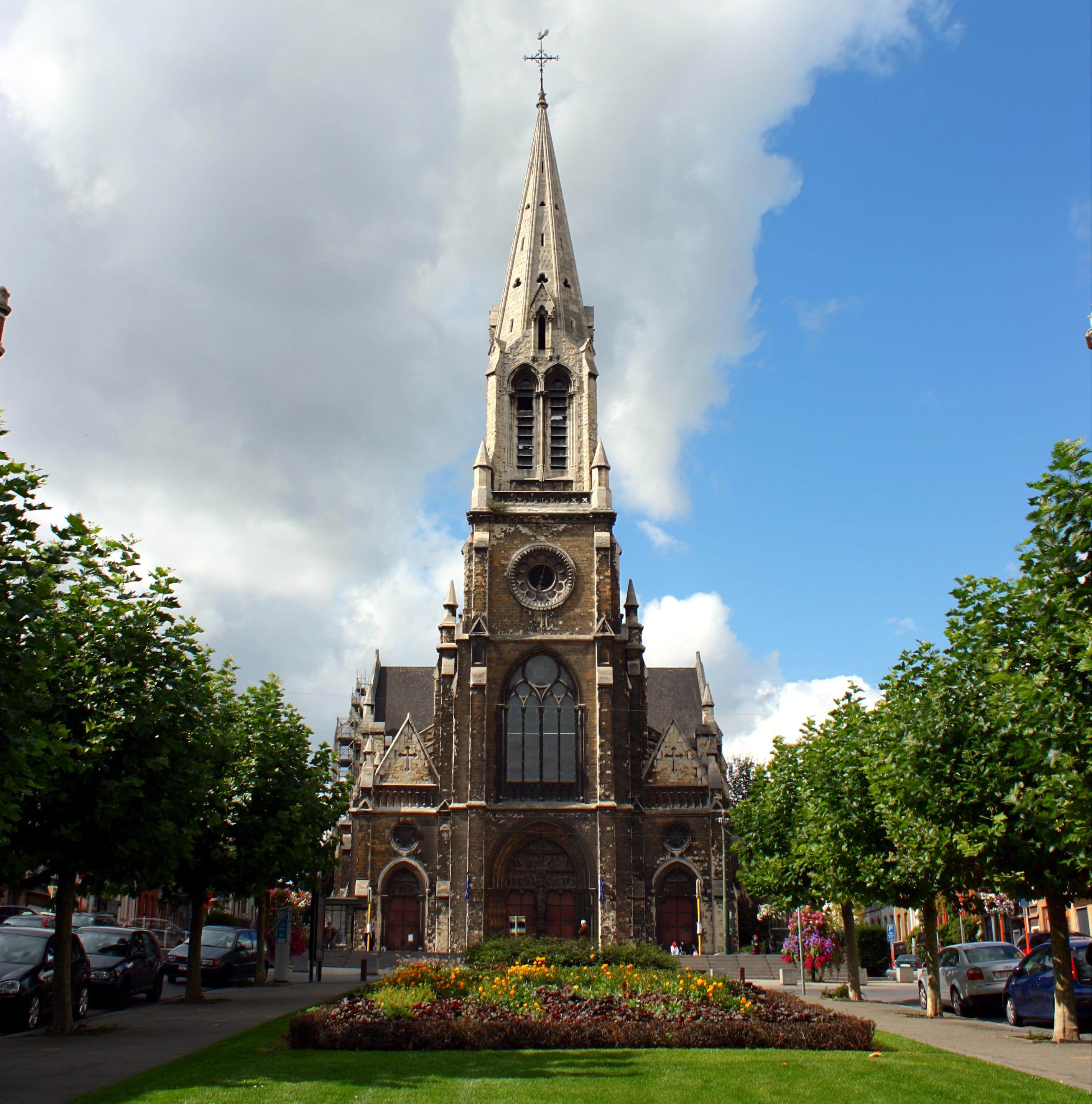
Kirche Saint-Servais

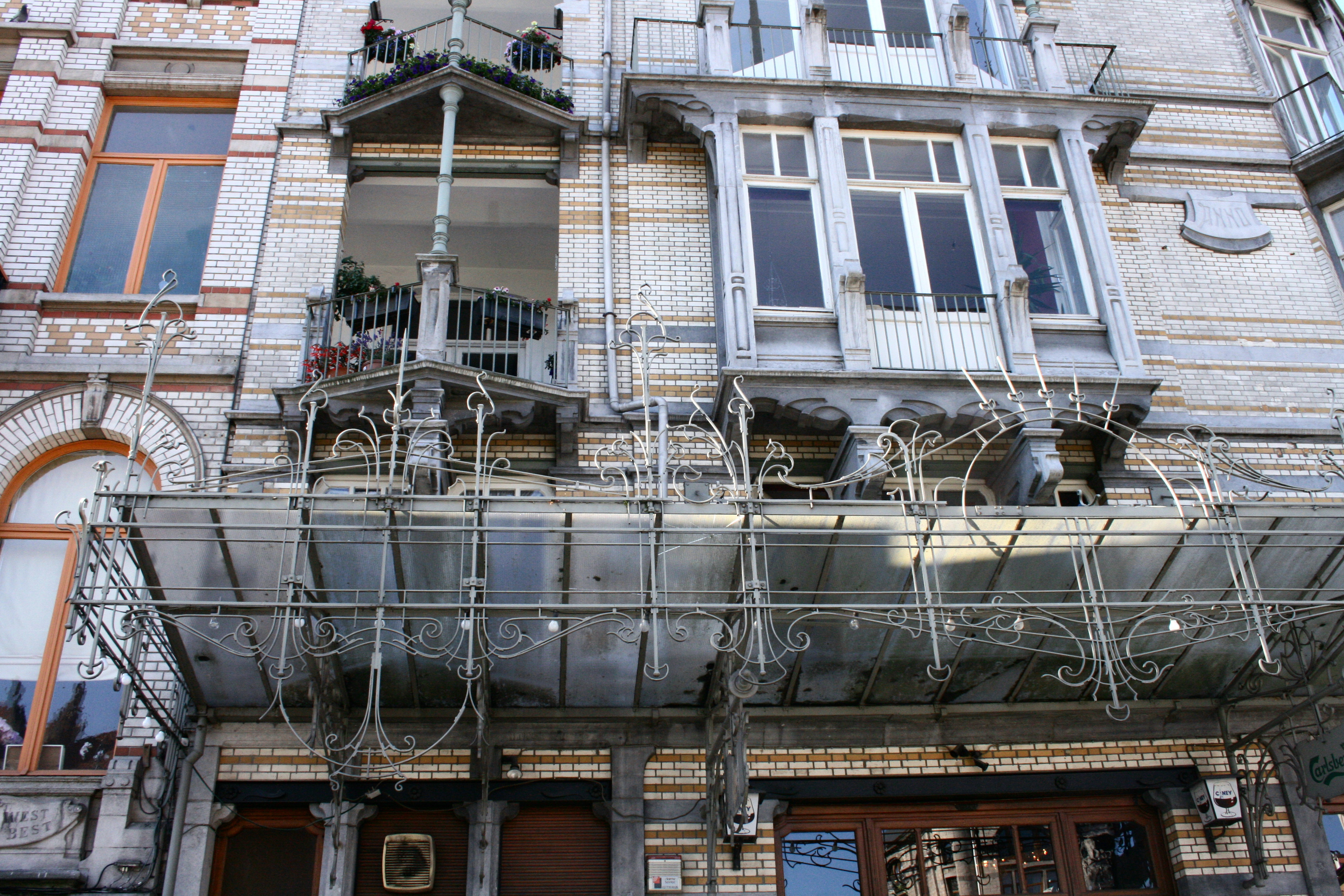
Jugendstil (65 Avenue Louis Bertrand)

- Es gibt viele Jugendstil-Bauten, darunter herausragende Exemplare wie die 1893 von Victor Horta gebaute Maison Autrique (Chaussée de Haecht/Haachtsesteenweg; →Lage)
- Entlang der Avenue Louis Bertrand reihen sich einige Jugendstilgebäude (→Lage)
- Am Ende der Avenue Louis Bertrand steht die neugotische Kirche Saint-Servais (→Lage)
- Die größte und auffälligste Kirche ist die romanisch-byzantinische Marienkirche (→Lage)
- Das Rathaus (→Lage)
- Der Bahnhof gilt als der schönste von ganz Brüssel (→Lage)
- Die Rue de Brabant/Brabantstraat ist eine der am stärksten frequentierten Shoppingstraßen der Region (17000 Besucher/Tag 2015[5])
- Eine beliebte Ausgeh-Straße ist die Chaussée de Haecht / Haachtsesteenweg. Vor allem im Abschnitt zwischen Marienkirche und Grenze von St. Josse findet sich eine Vielzahl an Restaurants. Da diese in ihrer Mehrzahl türkische Küche anbieten, kam es zum Spitznamen Petite Anatolie.
- Gegenüber dem Bahnhof am Ende der Avenue Huart Hamoir steht die im Art déco errichtete Kirche zur Heiligen Familie (→Lage)
- Sehenswert ist der Josaphatpark, eine 1904 angelegte englische Gartenanlage mit Stadion, Spielwiesen, kleinem Zoo, Anlagen für Bogenschießen, Minigolf und vielen künstlerischen Skulpturen aus verschiedenen Epochen. Vom Park aus kann man eine gute Sicht auf Brüssel genießen (→Lage)
- Architektonisch interessante Gebäude sind außerdem das Kulturzentrum Les Halles (→Lage), die Daillykaserne (→Lage) und die École Josaphat (Schule, im Jugendstil errichtet; →Lage)
- Der 89 Meter hohe[6] Fernsehturm der RTBF und VRT.
- Der Friedhof Schaerbeek gilt als Prominentenfriedhof.
- Das Bier-Museum in der Avenue Louis Bertrand präsentiert traditionelle Methoden des Bierbrauens sowie eine umfangreiche Sammlung an Flaschen und Gläsern.
- Das Eisenbahnmuseum Treinworld neben dem Bahnhof Schaerbeek.[7]

## Bevölkerung
Schaerbeek/Schaarbeek verfügt wie die meisten Orte in der Region über einen hohen Einwandereranteil. 2020 waren 36,8 % der Bevölkerung Ausländer, was etwa dem Durchschnitt der Region Brüssel (35,3 %) entspricht. Die größten Ausländergruppen sind (in absteigender Reihenfolge) Bulgaren mit 4,3 % der Bevölkerung, Rumänen (3,8 %), Marokkaner (3,4 %), Franzosen (3,2 %), Türken (2,5 %), Spanier (2,3 %), Italiener und Polen (jeweils 2,1 %), Syrer (1,3 %) Portugiesen (1,1 %) und Guineer (1,0 %). Alle anderen Nationalitäten stellen jeweils weniger als 1 % der Bevölkerung. Insgesamt hat eine Mehrheit der Schaerbeeker, nämlich 74 %, einen Migrationshintergrund (niederländisch allochtonen). Nach einer Studie aus dem Jahr 2010 waren 38,5 % der Bewohner von Schaerbeek Muslime.

## Politik
In Schaerbeek/Schaarbeek wird die Lokalpolitik in den 2000er Jahren dominiert durch Défi. Das Bürgermeister- und Schöffenkollegium wird (2019-) gebildet durch die Défi-dominierte „Bürgermeisterliste“ unter Beteiligung von OpenVLD und unabhängigen Kandidaten in Koalition mit Ecolo-Groen. Die Gemeinderatsopposition wird gebildet durch PS/sp.a, PTB/PvdA, cdh/CD&V, und MR&Citoyens.
- PVDA: 6
- PS: 9
- Ecolo: 10
- DéFI: 17
- MR: 3
- LE: 5

Es wurde eine Koalition aus DeFI und Ecolo gebildet.

## Verkehr
Durch Schaerbeek/Schaarbeek verlaufen die Straßenbahnlinien 3,4, 7, 25, 55, 62, 92 und 93. Die Linien 3,4, 7 und 25 verlaufen zunächst als Teil der Prémetro Brüssel. Der Brüsseler Nordbahnhof liegt teilweise in Schaerbeek/Schaarbeek (die Stadtgrenze läuft mitten durch das Gebäude). Am Nordbahnhof und an der Station Schaerbeek/Schaarbeek genannten Stationen erschließen die Linien S1, S2, S3, S6, S8, und S10 der S-Bahn-Brüssel sowie zahlreiche Fernzüge die Ortschaft. Weiter befindet sich im Osten der Gemeinde die Station Meiser, wo weitere S-Bahn-Linien (S4, S5, S6, S9, S19) halten. Die Stadt Brüssel plant derzeit einen umfangreichen Ausbau der Metro in Schaerbeek. Die neue Linie soll vom Nordbahnhof entlang der Haltepunkte Liedts, Collignon (Rathaus), Riga und Paix zur Station Bordet führen. Zahlreiche Buslinien sorgen zudem für die Feinerschließung der Gemeinde.

## Städtepartnerschaften
Partnerschaften bestehen mit:
- Al-Hoceima, Marokko
- Beyoğlu, Türkei

## Söhne und Töchter der Stadt
- Aleydis von Schaerbeek (um 1215 oder um 1225–1250), Zisterzienserin und Mystikerin
- Louis Dubois (1830–1880), Maler
- Henri Suykens (1854–1923), Genremaler der Düsseldorfer Schule
- Paul Deschanel (1855–1922), französischer Politiker und Staatspräsident der Dritten Republik
- Privat Livemont (1861–1936), Maler, Plakat-, Sgraffito-, Glasfenster- und Mosaikkünstler des Jugendstils
- Georges Lemmen (1865–1916), Maler
- Camille Jenatzy (1868–1913), Konstrukteur von Elektroautos, Rennfahrer, dreimal Inhaber des Landgeschwindigkeitsrekords
- Gustave Van Vaerenbergh (1873–1927), Bildhauer
- Louis Gustave Cambier (1874–1949), Maler, Radierer und Bildhauer
- Henri Verhavert (1874–1955), Turner
- Jeanne de Vietinghoff (1875–1926), Schriftstellerin
- Louis Bernacchi (1876–1942), australisch-britischer Polarforscher
- Joseph Cardijn (1882–1967), Kardinal und Gründer der Christlichen Arbeiterjugend CAJ
- Henri-Julien Matthys (1884–1925), Unternehmer und Autorennfahrer
- Carel Lodewijk Dake Jr. (1886–1946), Maler, Radierer und Zeichner
- Nicolas Caerels (1889–1966), Autorennfahrer
- Paul De Backer (1894–1963), Schwimmer
- Albert Rigaux (1897–1981), Maler des Impressionismus
- André Pisart (1898–1952), Autorennfahrer
- Paul-Henri Spaak (1899–1972), Politiker und Staatsmann
- Jean Van Buggenhout (1905–1974), Radrennfahrer
- Max Cosyns (1908–1998), Physiker, Erfinder, Entdecker und Höhlenforscher
- Gus Deloof (1909–1974), Jazzmusiker
- Ferdinand de Grève (1910–1980), Beamter und Widerstandskämpfer gegen den Nationalsozialismus, Häftling im KZ Buchenwald, Sekretär der belgischen Buchenwald-Gesellschaft und Mitglied des Generalrats des Internationalen Komitees Buchenwald-Dora und Kommandos
- Pierre Bouckaert SJ (1912–1992), Ordensgeistlicher, Bischof von Popokabaka
- Andrée de Jongh (1916–2007), Angehörige der Résistance im Zweiten Weltkrieg, Leiterin eines internationalen Fluchtnetzwerkes
- Roger Hentges (1917–1994), Agent deutscher Nachrichtendienste
- Louis van Gelder (1921–2017), Tischtennisspieler und -funktionär
- Andrée Geulen-Herscovici (1921–2022), Lehrerin, Judenretterin, Gerechte unter den Völkern
- José Desmarets (1925–2019), Politiker
- Raymond Pauwels (1926–1997), Bahnradsportler
- Peyo (1928–1992), Comicautor, u. a. die Schlümpfe
- Jacques Brel (1929–1978), Chansonnier und Schauspieler
- Jean Roba (1930–2006), Comicautor, bekannt für Boule und Bill
- Camille Liénard (1934–2021), Bobfahrer
- Patrick Nothomb (1936–2020), Diplomat
- Alain Hutchinson (* 1949), Politiker, MdEP
- Jacques Duvall (* 1952), Sänger und Liedtexter
- François Schuiten (* 1956), Comicautor („Die geheimnisvollen Städte“)
- Georges Grün (* 1962), Fußball-Nationalspieler
- Peter Jacquemyn (* 1963), Bildender Künstler und Kontrabassist
- Anne-Pascale Clairembourg (* 1975), Schauspielerin
- Butch Tshomba (* 1975), Basketballspieler
- Virginie Efira (* 1977), Schauspielerin und Moderatorin
- Christophe Beghin (* 1980), Basketballspieler und -trainer
- Nicolas Colsaerts (* 1982), Profigolfer
- Douglas Tshomba (* 1983), Basketballspieler